# Margriet van der Heijden
Margriet van der Heijden (Vlaardingen, 1964) is een Nederlands fysicus en schrijver. Zij is (deeltijd)hoogleraar wetenschapscommunicatie aan de TU Eindhoven bij de faculteit Applied Physics. Zij was eveneens docent schrijven en natuurkunde aan het Amsterdam University College.

## Biografie
Van der Heijden studeerde vanaf 1982 natuurkunde de Universiteit van Amsterdam. In de collegebanken zaten naast 40 jongens slechts 3 meisjes. Na de kerstvakantie was zij het enige overgebleven meisje. Later in de studie koos zij voor de richting theoretische natuurkunde en specialiseerde zij zich in de deeltjesfysica. Zij promoveerde in 1991 aan de Universiteit van Amsterdam bij professor Ger van Middelkoop op haar onderzoek bij CERN (bij Genève), het Europees laboratorium voor deeltjesfysica. Haar onderzoek had betrekking op quarks en hun onderlinge wisselwerking binnen protonen en neutronen. Haar proefschrift had de titel The structure of nucleons studied in deep inelastic muon scattering.
Zij werkte twee jaar als postdoc bij de Tsjerenkov-detector van het Delphi-experiment bij CERN. Daarna stapte ze over naar de wetenschapsjournalistiek. Vanaf 2004 tot 2012 gaf zij lezingen voor de Stichting Cursussen Wetenschapscorrespondentie. Ze werkte als wetenschapsredacteur bij Het Parool en als hoofdredacteur van Hoe?Zo! Radio. Zij was vanaf 2006 tot 2016 wetenschapsredacteur bij NRC Handelsblad en bleef ook na deze periode in deze krant columns schrijven over wetenschap. Jarenlang schreef zij de wetenschapspagina voor kinderen als deel van het wetenschapskatern van NRC.
Zij was ook voorzitter van de Vereniging voor Wetenschapsjournalistiek en -communicatie Nederland (VWN). Van 2012 - 2024 was zij docent schrijven en natuurkunde aan het Amsterdam University College. Naast haar werk is zij lid van het comité van aanbeveling van de stichting Natuurkunde.nl.
Eind 2021 werd zij voor een termijn van 5 jaar benoemd tot bijzonder hoogleraar wetenschapscommunicatie aan de TU Eindhoven bij de faculteit Applied Physics. Deze leerstoel werd ingesteld op initiatief van de Nederlandse Natuurkundige Vereniging. Ze hield haar inaugurele rede in december 2023 met de titel Where should we begin? — Science communication in a world in transition.

## Visie
Van der Heijden heeft volgens eigen zeggen "een geheime missie om zoveel mogelijk mensen, jong en oud, te boeien voor de wetenschap". Zij wil laten zie hoe wetenschap werkt en dat er procedures zijn waardoor de uitkomsten van onderzoek betrouwbaar zijn. Maar ook dat een vak zoals natuurkunde heel mooi is.
De toenemende kennis binnen de wetenschappen leidt tot sterke specialisatie, waardoor het lastiger wordt om elkaar te begrijpen. Het onderlinge gesprek, zowel tussen wetenschappers onderling, als tussen wetenschappers en niet-wetenschappers, is volgens haar essentieel. Het is dan ook belangrijk om te onderzoeken wat in de onderlinge communicatie wel werkt en wat niet. De door haar aangeduide kakofonie van geluiden op het internet en in de sociale media maakt het moeilijk om de bijdragen van experts en leken van elkaar te onderscheiden.
Daarnaast heeft van der Heijden een visie op vrouwen in de exacte wetenschappen. Zo herkende zij zich bij het schrijven van het boek Denken is verrukkelijk met name in het seksisme waar wiskundige Tatjana Ehrenfest mee te maken kreeg. Zij is dan ook van mening dat natuurkunde geen "mannenvak" is. In het verleden hebben verschillende vrouwen een rol gespeeld in de natuurkunde. Er zijn echter nog steeds weinig vrouwelijke hoogleraren in de natuurkunde in Nederland, en de veranderingen gaan langzaam. Zij vertelt en schrijft vaak over misvattingen omtrent en ondervertegenwoordiging van vrouwen in de harde wetenschappen. Haar boek Ongekend wordt dan ook door de Volkskrant omschreven als "een staalkaart van de manieren waarop vrouwen gemarginaliseerd, overschaduwd, genegeerd werden en worden…, door mannen, door een samenleving die exacte vakken en techniek nog steeds niks voor een meisje vindt."

## Prijzen en ander eerbetoon
Het boek Denken is verrukelijk uit 2021 werd genomineerd voor de Libris Geschiedenis Prijs 2021 en voor de Nederlandse Biografieprijs 2022.
Het boek Onbekend uit 2022 won de Cosmos Boekenprijs.